# Karl Lehmann (Politiker)

Karl Lehmann

Karl Wilhelm Albert Lehmann (* 17. Oktober 1879 in Groß Lubolz, Landkreis Luckau; † 19. März 1961 in Lübben) war ein deutscher Politiker (CNBL).

## Leben und Wirken
Nach dem Schulbesuch wurde Lehmann zum Landwirt ausgebildet. Zu diesem Zweck besuchte er von Ostern 1894 bis 1896 die Landwirtschaftsschule in Dahme/Mark. 1909 übernahm er das Gut seines Vaters in Groß Lubolz.
In der Zeit der Weimarer Republik fand er ein politisches Betätigungsfeld in der Christlich-Nationalen Bauern- und Landvolkpartei (CNBL), deren Vorsitz in der Provinz Brandenburg er übernahm.
Bei der Reichstagswahl vom September 1930 wurde er in den Reichstag der Weimarer Republik gewählt. In diesem vertrat er knapp zwei Jahre lang, bis zur vorzeitigen Reichstagsauflösung vom Juli 1932, als Abgeordneter seiner Partei den Wahlkreis 5 (Frankfurt).
Daneben war Lehmann Abgeordneter und Fraktionsvorsitzender der bürgerlichen Fraktion des Kreistages von Luckau sowie Vorsitzender des Kreislandbundes in Luckau. Auf kommunaler Ebene war er zudem Vorstandsmitglied der Kreissparkasse von Luckau sowie Gemeinde-, Kirchen- und Synodalvertreter in seiner Heimatstadt.
Während der NS-Zeit zog er sich aus dem öffentlichen Leben weitgehend zurück. Im Adressbuch für Luckau für das Jahr 1938 ist Lehmann mit der Adresse Bahnhofstraße 11 nachweisbar.
In der Nachkriegszeit lebte Lehmann in Groß Lubolz im Kreis Lübben, wo er ein Haus in der Hauptstraße 2 besaß.

## Ehe und Familie
Lehmann heiratete am 26. Juni 1909 Marie Christiane Emilie Lehmann (* 30. September 1885 in Groß Lubolz, Kreis Luckau; † 24. Juli 1959 in Groß Lubolz, Kreis Lübben).

## Schriften
- Rechnungslegungsordnung für das Reich (RRP) vom 3. Juli 1929 in der Fassung vom 31. August 1942. 1951.